# The Round Table (saggio)
The Round Table è una raccolta di saggi di William Hazlitt e Leigh Hunt pubblicata nel 1817 dall'editore Archibald Constable. Hazlitt contribuì con quaranta saggi e Hunt ne propose dodici